# Jaltomata nigricolor
Jaltomata nigricolor är en potatisväxtart som beskrevs av S.Leiva och Mione. Jaltomata nigricolor ingår i släktet jaltomator, och familjen potatisväxter. Inga underarter finns listade i Catalogue of Life.